# 小圣保罗
小圣保罗是奥地利克恩顿州格兰河畔圣法伊特县的一个市镇。总面积68.58平方公里，总人口2049人，人口密度29.9人/平方公里（2005年）。